# Liste der montenegrinischen Außenminister
Diese Liste der montenegrinischen Außenminister listet alle montenegrinischen Außenminister seit 1879 auf.

## Fürstentum Montenegro(1852 – 1910)
| Antritt | Abgang | Außenminister    | Leben       | Partei         | Regierung                 |
| ------- | ------ | ---------------- | ----------- | -------------- | ------------------------- |
| 1879    | 1889   | Stanko Radonjić  | 1841 – 1889 |                | Regierung Petrović-Njegoš |
| 1889    | 1905   | Gavro Vuković    | 1852 – 1928 |                | Regierung Petrović-Njegoš |
| 1905    | 1906   | Lazar Mijušković | 1867 – 1936 |                | Regierung Mijušković I    |
| 1906    | 1907   | Marko Radulović  | 1866 – 1932 | People’s Party | Regierung Radulović       |
| 1907    | 1907   | Andrija Radović  | 1872 – 1947 | People’s Party | Regierung Radović I       |
| 1907    | 1911   | Lazar Tomanović  | 1845 – 1932 |                | Regierung Tomanović       |

## Königreich Montenegro(1910 – 1918)
| Antritt          | Abgang           | Außenminister     | Leben       | Partei              | Regierung                                     |
| ---------------- | ---------------- | ----------------- | ----------- | ------------------- | --------------------------------------------- |
| 1911             | 1912             | Dušan Gregović    | 1875 – 1923 |                     | Regierung Tomanović                           |
| 1912             | 1913             | Mitar Martinović  | 1870 – 1954 | True People’s Party | Regierung Martinović                          |
| 1913             | 1915             | Petar Plamenac    |             |                     | Regierung Vukotić                             |
| 1915             | 1915             | Janko Vukotić     | 1866 – 1927 |                     | Regierung Vukotić                             |
| 1915             | 1915             | Mirko Mijuskovic  |             |                     | Regierung Matanović I                         |
| 1915             | 1916             | Lazar Mijušković  | 1867 – 1936 |                     | Regierung Matanović I                         |
| 1916             | 1917             | Andrija Radović   | 1872 – 1947 | People’s Party      | Regierung Mijušković II, Regierung Radović II |
| 1917             | 1917             | Milutin Tomanovic |             |                     | Regierung Matanović II                        |
| 29. Mai 1917     | 17. Februar 1919 | Evgenije Popović  | 1842 – 1931 |                     | Regierung Popović                             |
| 17. Februar 1919 | 28. Juni 1921    | Jovan Plamenac    | 1873 – 1944 | True People’s Party | Regierung Gvozdenović, Regierung Plamenac     |

## Sozialistische Republik Montenegro(1945 – 1992)
| Antritt | Abgang | Außenminister      | Leben       | Partei | Regierung                                                   |
| ------- | ------ | ------------------ | ----------- | ------ | ----------------------------------------------------------- |
| 1982    | 1985   | Milenko Stefanovic | * 1932      |        | Regierung Brajović                                          |
| 1985    | 1990   | Igor Jovovic       | * 1950      |        | Regierung Brajović, Regierung Vukadinović, Regierung Kontić |
| 1990    | 1991   | Branko Lukovac     | * 1944      |        | Regierung Kontić                                            |
| 1991    | 1992   | Nikola Samardžić   | 1935 – 2005 |        | Regierung Đukanović I                                       |

## Bundesrepublik Jugoslawien(1992 – 2003)
| Antritt        | Abgang        | Außenminister  | Leben       | Partei                                           | Regierung                                      |
| -------------- | ------------- | -------------- | ----------- | ------------------------------------------------ | ---------------------------------------------- |
| September 1992 | Dezember 1995 | Miodrag Lekić  | * 1947      | parteilos                                        | Regierung Đukanović II                         |
| 1995           | 1997          | Janko Jeknić   | 1949 – 1997 |                                                  | Regierung Đukanović II, III                    |
| 1997           | 2000          | Branko Perović | * 1950      |                                                  | Regierung Đukanović III, Regierung Vujanović I |
| 2000           | 2002          | Branko Lukovac | * 1944      |                                                  | Regierung Vujanović I, II                      |
| Mai 2002       | Januar 2003   | Dragan Đurović | * 1959      | Demokratische Partei der Sozialisten Montenegros | Regierung Vujanović II                         |

## Serbien und Montenegro(2003 – 2006)
| Antritt | Abgang | Außenminister    | Leben  | Partei                               | Regierung              |
| ------- | ------ | ---------------- | ------ | ------------------------------------ | ---------------------- |
| 2003    | 2004   | Dragiša Burzan   | * 1950 | Socijaldemokratska Partija Crne Gore | Regierung Đukanović IV |
| 2004    | 2006   | Miodrag Vlahović | * 1961 |                                      | Regierung Đukanović IV |

## Montenegro (seit 2006)
| Antritt           | Abgang            | Außenminister       | Leben  | Partei                                           | Regierung                                                     |
| ----------------- | ----------------- | ------------------- | ------ | ------------------------------------------------ | ------------------------------------------------------------- |
| 10. November 2006 | 10. Juli 2012     | Milan Roćen         | * 1950 | Demokratische Partei der Sozialisten Montenegros | Regierung Šturanović, Regierung Đukanović V, Regierung Lukšić |
| 10. Juli 2012     | 4. Dezember 2012  | Nebojša Kaluđerović | * 1955 |                                                  | Regierung Lukšić                                              |
| 4. Dezember 2012  | 28. November 2016 | Igor Lukšić         | * 1976 | Demokratische Partei der Sozialisten Montenegros | Regierung Đukanović VI                                        |
| 28. November 2016 | 4. Dezember 2020  | Srđan Darmanović    | * 1961 | Demokratische Partei der Sozialisten Montenegros | Regierung Marković                                            |
| 4. Dezember 2020  | 28. April 2022    | Đorđe Radulović     | * 1984 | parteilos                                        | Kabinett Krivokapić                                           |
| 28. April 2022    | 21. Oktober 2022  | Ranko Krivokapić    | * 1961 | Socijaldemokratska Partija Crne Gore             | Kabinett Abazović                                             |
| 21. Oktober 2022  | 31. Oktober 2023  | Dritan Abazović     | * 1985 | United Reform Action                             | Kabinett Abazović                                             |
| 31. Oktober 2023  | amtierend         | Filip Ivanović      | * 1986 | Evropa sad!                                      | Kabinett Spajić                                               |